# 瀬戸由衣
瀬戸 由衣（せと ゆい、1979年2月16日 - ）は、日本の元AV女優。
千葉県出身。血液型:A型。身長:160cm。スリーサイズ:B85(E)・W58・H84。
趣味:音楽鑑賞、ショッピング。特技:バレーボール。

## 略歴
2003年7月に『ビーナスフェロモン』でAVデビュー。レンタル系ビデオを中心に活躍。
2005年よりセル系のアダルトビデオメーカー・レアル・ワークスに活動の場を移す。
2006年7月発売の『瀬戸由衣引退カウントダウン 1』をもってAV業界から完全引退。なお最後のインタビューによると、AV女優の活動は、初めから2年間と決めていたとのこと（実際には、延長して約3年間活動）。

## 出演作品

### アダルトビデオ
- ビーナスフェロモン （2003年7月10日、h.m.p）
- 美・痴女教師 （2003年8月21日、h.m.p）
- スケベなマリネ （2003年11月10日、h.m.p）
- Stage （2003年12月21日、ビデオバンク）
- 猥褻MAX （2003年12月7日（レンタル） / 2004年1月16日（セル）、宇宙企画（メディアステーション））
- 美乳人妻レースクイーン （2004年1月25日、芳友舎）
- 瀬戸由衣の手コキ・足コキ・オナニー・ファック!（2004年2月29日、芳友舎）
- 瀬戸由衣 MAXα（2004年03月10日、ビデオバンク）
- Body Gorgeous（レンタル） / 凄エロBODY（セル） （2004年3月24日（レンタル） / 2004年4月23日（セル）、VIP）
- 堕天使 X （2004年4月11日、宇宙企画）
- Full Volume! （2004年5月01日、ビデオバンク）
- Hyper Sex 4時間 瀬戸由衣（2004年5月14日、宇宙企画）
- 罪と罰（レンタル） / 瀬戸由衣 人間崩壊（セル）（2004年5月24日（レンタル） / 2004年6月11日（セル）、VIP）
- 監禁ボディドール 瀬戸由衣（2004年5月24日、マックス・エー）
- ああっ、おねえたま!!（2004年7月30日、マックス・エー）
- 女教師狩り in 瀬戸由衣（2004年8月31日、マックス・エー）
- ザ・パーフェクトAV! 美脚アイドル4時間（2004年9月17日、マックス・エー）
- 白い疑惑 瀬戸由衣編（2004年9月28日、マックス・エー）
- サマンサ 瀬戸由衣（2004年10月22日、マックス・エー）
- humanity sex life（2004年10月26日、マックス・エー）
- 白い疑惑 伊東怜編（2004年10月29日、マックス・エー）
- 不法侵乳 18（2004年11月30日、マックス・エー）
- 責め痴女 瀬戸由衣（2005年1月21日、レアル・ワークス）
- nao.と瀬戸由衣のダブルドリーム（2005年2月18日、レアル・ワークス）
- 超デジモ（2005年3月18日、レアル・ワークス）
- ブルーファイル 瀬戸由衣（2005年3月29日、マックス・エー）
- 猥褻ザーメン（2005年4月22日、レアル・ワークス）
- 恋するハニハメ（2005年6月3日、レアル・ワークス）
- レアル（2005年6月17日、レアル・ワークス）
- 超絶頂オマンコ拷問ライブ4時間スペシャル（2005年7月22日、レアル・ワークス）
- レアル スーパーベスト8時間（2005年7月22日、レアル・ワークス）
- 地獄責め（2005年8月19日、レアル・ワークス）
- 心ゆくまではずかしめてください。（2005年9月23日、レアル・ワークス）
- 由衣が奥さんになってあげる 瀬戸由衣の超高級癒し系おもてなしソープ嬢（2005年10月21日、レアル・ワークス）
- 輪姦ナース 嬲られ地獄（2005年11月18日、レアル・ワークス）
- セックス解放プログラム4時間（2005年12月16日、レアル・ワークス）
- REAL STARS 瀬戸由衣 BEST 4時間（2005年12月16日、レアル・ワークス）
- 超限界調教ライブ4時間（2006年1月20日、レアル・ワークス）
- REAL WORKS フェラチオ BEST 4時間（2006年1月20日、レアル・ワークス）
- 超・超デジモ（2006年2月17日、レアル・ワークス）
- 超絶頂オマンコ拷問ライブ4時間 BEST 4時間（2006年2月17日、レアル・ワークス）
- REAL STARS 瀬戸由衣4時間 1（2006年2月17日、レアル・ワークス）
- 僕のペット（2006年3月17日、レアル・ワークス）
- REAL WORKS ザーメン BEST 4時間（2006年3月17日、レアル・ワークス）
- 淫語とマンコでチンポいじめ（2006年4月21日、レアル・ワークス）
- REAL WORKS 責め痴女 BEST 4時間（2006年4月21日、レアル・ワークス）
- ザ・ハードセックス（2006年5月19日、レアル・ワークス）
- 瀬戸由衣引退カウントダウン 2 由衣マニアデラックス（2006年6月16日、レアル・ワークス）
- 瀬戸由衣引退カウントダウン 1 初アナルセックス! もちろん二穴同時挿入・アナル生中出しで引退!（2006年7月21日、レアル・ワークス）
- REAL BEST 瀬戸由衣BEST 4時間 2（2006年8月18日、レアル・ワークス）
- REAL WORKS 僕のペット BEST 4時間（2006年9月22日、レアル・ワークス）
- REAL WORKS 奥さんになってあげる BEST 4時間（2006年9月22日、レアル・ワークス）
- REAL WORKS ダブルドリーム BEST 4時間　〜誘惑＆痴女編〜（2006年10月20日、レアル・ワークス）
- REAL BEST 瀬戸由衣BEST 4時間 3（2006年10月20日、レアル・ワークス）